# Alpheus fasqueli
Alpheus fasqueli is een garnalensoort uit de familie van de Alpheidae. De wetenschappelijke naam van de soort is voor het eerst geldig gepubliceerd in 2001 door Anker.